# Норвегия на летних Олимпийских играх 1912
Норвегия в третий раз за свою историю участвовала на летних Олимпийских играх 1912 в Стокгольме (Швеция) и была представлена 190 спортсменами в четырнадцати видах спорта. Выступало две женщины. Спортсмены этой спортивной державы завоевали четыре золотые, одну серебряную и четыре бронзовые медали. Страна заняла 8-е место в общекомандном медальном зачёте.

## Медалисты
| Медаль  | Спортсмен | Вид спорта            | Дисциплина                                            |
| ------- | --- | --------------------- | ----------------------------------------------------- |
| Золото  | Фердинанд Бье | Лёгкая атлетика       | Мужчины, пятиборье                                    |
| Золото  | Исак Абрахамсен Ханс Бейер Хартман Бьёрнсен Альфред Энгельсен Бьярне Йонсен Сигурд Йёргенсен Кнуд Леонард Кнудсен Альф Лье Рольф Лье Тор Лунд Петтер Мартинсен Пер Матиесен Якоб Опдаль Нильс Опдаль Бьярне Петтерсен Фритьоф Селен Эйстейн Скирмер Георг Селениус Сигвард Сивертсен Роберт Сьюрсен Эйнар Стрём Габриэль Торстенсен Томас Торстенсен Нильс Восс | Спортивная гимнастика | Мужчины, командное первенство по произвольной системе |
| Золото  | Томас Ос Андреас Брекке Торлейв Корнелиуссен Торальф Глад Кристиан Ебе | Парусный спорт        | Класс «8 м»                                           |
| Золото  | Йохан Анкер Нильс Бертельсен Эйлерт Фальш-Лунд Хальфдан Хансен Арнфинн Хейе Магнус Конов Альфред Ларсен Петтер Ларсен Кристиан Стайб Карл Тёулов | Парусный спорт        | Класс «12 м»                                          |
| Серебро | Альберт Хельгеруд Эйнар Либерг Эстен Эстенсен Олаф Сетер Оле Сетер Гудбран Скаттебё | Стрельба              | Мужчины, произвольная винтовка лёжа, 300 м (команды)  |
| Бронза  | Артур Амундсен Йёрген Аднерсен Трюгве Бёйесен Георг Брустад Конрад Кристенсен Оскар Энгельстад Мариус Эриксен Аксель Хенри Хансен Петтер Холь Эуген Ингебретсен Олаф Ингебретсен Олоф Якобсен Эрлинг Йенсен Тор Йенсен Фритьоф Ольсен Оскар Ольстад Эдвин Паульсен Карл Альфред Педерсен Пауль Педерсен Рольф Робаш Сигурд Смебюе Торлейф Торкильдсен           | Спортивная гимнастика | Мужчины, командное первенство по шведской системе     |
| Бронза  | Энгебрет Скоген | Стрельба              | Мужчины, армейская винтовка из трёх положений, 300 м  |
| Бронза  | Анна Бьюштедт | Теннис                | Женщины, одиночный разряд                             |
| Бронза  | Клаус Хьёер Рейдар Хольтер Магнус Херсет Фритгор Ольстад Олаф Бьёнстад | Академическая гребля  | Мужчины, четвёрки распашные с рулевым                 |